# Danh sách đĩa nhạc của Bastille
Danh sách đĩa nhạc của Bastille, một ban nhạc alternative rock Anh bao gồm một album, ba đĩa mở rộng, sáu đĩa đơn và sáu video âm nhạc. Ban đầu là một dự án solo của Dan Smith, Bastille được thành lập vào năm 2010. Ban nhạc phát hành đĩa đơn đầu tay của mình "Flaws" / "Icarus" trong tháng 7 năm 2011 trên hãng thu âm độc lập Young and Lost Club. Một đĩa mở rộng tên Laura Palmer theo sau sau năm đó. Sự thành công quan trọng của EP và lưu diễn rộng rãi mang nhóm đến sự chú ý của Virgin Records, ký hợp đồng vào tháng 12 năm 2011.

## Album

### Album phòng thu
| Tiêu đề   | Chi tiết                                                                                | Vị trí bảng xếp hạng cao nhất | Vị trí bảng xếp hạng cao nhất | Vị trí bảng xếp hạng cao nhất | Vị trí bảng xếp hạng cao nhất | Vị trí bảng xếp hạng cao nhất | Vị trí bảng xếp hạng cao nhất | Vị trí bảng xếp hạng cao nhất | Vị trí bảng xếp hạng cao nhất | Vị trí bảng xếp hạng cao nhất | Vị trí bảng xếp hạng cao nhất | Vị trí bảng xếp hạng cao nhất | Chứng nhận                                                                                |
| Tiêu đề   | Chi tiết                                                                                | Anh                           | Úc                            | Áo                            | Bỉ                            | Canada                        | Đức                           | Ireland                       | Hà Lan                        | New Zealand                   | Thụy Sĩ                       | Mỹ                            | Chứng nhận                                                                                |
| --------- | --------------------------------------------------------------------------------------- | ----------------------------- | ----------------------------- | ----------------------------- | ----------------------------- | ----------------------------- | ----------------------------- | ----------------------------- | ----------------------------- | ----------------------------- | ----------------------------- | ----------------------------- | ----------------------------------------------------------------------------------------- |
| Bad Blood | - Phát hành: 4 tháng 3 năm 2013 (UK) - Hãng thu âm: EMI, Virgin - Định dạng: CD, DD, LP | 1                             | 10                            | 31                            | 6                             | 19                            | 23                            | 5                             | 22                            | 28                            | 15                            | 11                            | - Anh: 2× Bạch kim - Úc: Vàng - Đức: Vàng - IFPI AUT: Vàng - Ireland: Vàng - Canada: Vàng |

### Album tái phát hành
| Tiêu đề            | Chi tiết album                                                                   | Vị trí bảng xếp hạng cao nhất | Vị trí bảng xếp hạng cao nhất | Vị trí bảng xếp hạng cao nhất | Vị trí bảng xếp hạng cao nhất |
| Tiêu đề            | Chi tiết album                                                                   | Phần Lan                      | Đức                           | Ý                             | Thụy Sĩ                       |
| ------------------ | -------------------------------------------------------------------------------- | ----------------------------- | ----------------------------- | ----------------------------- | ----------------------------- |
| All This Bad Blood | - Phát hành: 25 tháng 11 năm 2013 - Hãng thu âm: EMI, Virgin - Định dạng: CD, DD | 27                            | 26                            | 52                            | 66                            |

### Album remix
| Tiêu đề | Chi tiết                                                                         |
| ------- | -------------------------------------------------------------------------------- |
| Remixed | - Phát hành: 22 tháng 10 năm 2013 (US) - Hãng thu âm: Virgin - Định dạng: DD, LP |

### Đĩa mở rộng
| Tiêu đề                      | Chi tiết                                                                                 | Vịt trí bảng xếp hạng cao nhất |
| Tiêu đề                      | Chi tiết                                                                                 | Mỹ                             |
| ---------------------------- | ---------------------------------------------------------------------------------------- | ------------------------------ |
| Laura Palmer                 | - Phát hành: 8 tháng 10 năm 2011 (UK) - Hãng thu âm: Tự phát hành - Định dạng: CD, DD    | —                              |
| iTunes Festival: London 2012 | - Phát hành: 11 tháng9, 2012 (UK) - Hãng thu âm: Virgin - Định dạng: DD                  | —                              |
| Haunt                        | - Phát hành: ngày 28 tháng 5 năm 2013 (US) - Hãng thu âm: Virgin - Định dạng: DD, CD, LP | 104                            |

### Mixtapes
| Tiêu đề                         | Chi tiết                                         |
| ------------------------------- | ------------------------------------------------ |
| Other People's Heartache        | - Phát hành: 2012 (UK) - Định dạng: DD           |
| Other People's Heartache, Pt. 2 | - Phát hành: Tháng 10, 2012 (UK) - Định dạng: DD |

## Đĩa đơn

### Như nghệ sĩ chính
| Tiêu đề                                                                           | Năm  | Vị trí xếp hạng cao nhất | Vị trí xếp hạng cao nhất | Vị trí xếp hạng cao nhất | Vị trí xếp hạng cao nhất | Vị trí xếp hạng cao nhất | Vị trí xếp hạng cao nhất | Vị trí xếp hạng cao nhất | Vị trí xếp hạng cao nhất | Vị trí xếp hạng cao nhất | Vị trí xếp hạng cao nhất | Vị trí xếp hạng cao nhất | Chứng nhận | Album                               |
| Tiêu đề                                                                           | Năm  | Anh                      | Úc                       | Áo                       | Bỉ (Vl)                  | Đức                      | Ireland                  | Hà Lan                   | Scotland                 | Thụy Điển                | Thụy Sĩ                  | Mỹ                       | Chứng nhận | Album                               |
| --------------------------------------------------------------------------------- | ---- | ------------------------ | ------------------------ | ------------------------ | ------------------------ | ------------------------ | ------------------------ | ------------------------ | ------------------------ | ------------------------ | ------------------------ | ------------------------ | --- | ----------------------------------- |
| "Flaws" / "Icarus"                                                                | 2011 | —                        | —                        | —                        | —                        | —                        | —                        | —                        | —                        | —                        | —                        | —                        | | Đĩa đơn không album                 |
| "Overjoyed"                                                                       | 2012 | —                        | —                        | —                        | —                        | —                        | —                        | —                        | —                        | —                        | —                        | —                        | | Bad Blood                           |
| "Bad Blood"                                                                       | 2012 | 90                       | —                        | —                        | —                        | —                        | —                        | —                        | —                        | —                        | —                        | 95                       | | Bad Blood                           |
| "Flaws"                                                                           | 2012 | 21                       | —                        | —                        | 72                       | —                        | —                        | —                        | —                        | —                        | —                        | —                        | - Anh:Bạc | Bad Blood                           |
| "Pompeii"                                                                         | 2013 | 2                        | 4                        | 3                        | 3                        | 6                        | 1                        | 18                       | 8                        | 6                        | 5                        | 5                        | - Anh: Bạch kim - Úc: 3× Bạch kim - Bỉ: Bạch kim - Đức: Vàng - Thụy Điển: 3× Bạch kim - Thụy Sĩ: Vàng - Canada: 3× Bạch kim - Mỹ: 2× Bạch kim - New Zealand: Bạch kim | Bad Blood                           |
| "Laura Palmer"                                                                    | 2013 | 42                       | 26                       | 12                       | —                        | 29                       | —                        | 30                       | —                        | —                        | —                        | —                        | - Ý: Vàng | Bad Blood                           |
| "Things We Lost in the Fire"                                                      | 2013 | 28                       | —                        | 18                       | 10                       | 18                       | 38                       | 57                       | 19                       | —                        | 53                       | —                        | | Bad Blood                           |
| "Of the Night"                                                                    | 2013 | 2                        | 6                        | 15                       | 39                       | 10                       | 2                        | 88                       | 36                       | 39                       | 19                       | —                        | - Anh: Bạc - Úc: Bạch kim - Đức: Vàng | All This Bad Blood                  |
| "Oblivion"                                                                        | 2014 | —                        | —                        | —                        | —                        | —                        | —                        | —                        | —                        | —                        | —                        | —                        | | Bad Blood                           |
| "Torn Apart (vs. Grades vs. Lizzo)"                                               | 2014 | —                        | —                        | —                        | —                        | —                        | —                        | —                        | —                        | —                        | —                        | —                        | | Vs. (Other People's Heartache Pt.3) |
| "—" denotes a recording that did not chart or was not released in that territory. |      |                          |                          |                          |                          |                          |                          |                          |                          |                          |                          |                          | |                                     |

### Ca khúc được xếp hạng khác
| Tiêu đề       | Năm  | Vị trí bảng xếp hạng cao nhất | Album             |
| Tiêu đề       | Năm  | Anh                           | Album             |
| ------------- | ---- | ----------------------------- | ----------------- |
| "Poet"        | 2013 | 121                           | Non-album release |
| "The Silence" | 2013 | 113                           | Bad Blood         |

### Đĩa đơn quảng bá
| Tiêu đề          | Năm  | Album              | Ghi chú                                                                      |
| ---------------- | ---- | ------------------ | ---------------------------------------------------------------------------- |
| "Laughter Lines" | 2013 | All This Bad Blood | UK iTunes Single of the Week released on the week of ngày 5 tháng 3 năm 2013 |

## Video âm nhạc
| Tiêu đề                      | Năm  | Đạo diễn           |
| ---------------------------- | ---- | ------------------ |
| "Overjoyed"                  | 2012 | Courtney Phillips  |
| "Bad Blood"                  | 2012 | Olivier Groulx     |
| "Flaws"                      | 2012 | Austin Peters      |
| "Pompeii"                    | 2013 | Jesse John Jenkins |
| "Laura Palmer"               | 2013 | Austin Peters      |
| "Things We Lost in the Fire" | 2013 | Naor Aloni         |
| "Of the Night"               | 2013 | Dave Ma            |

## Remix
| Tiêu đề         | Năm  | Nghệ sĩ         | Album                |
| --------------- | ---- | --------------- | -------------------- |
| "Bloody Shirt"  | 2012 | To Kill a King  | Non-album release    |
| "It's Time"     | 2012 | Imagine Dragons | Radioactive (single) |
| "Are You Sure"  | 2013 | David Lynch     | The Big Dream        |
| "Hard As Hello" | 2014 | Kimberly Anne   | Hard As Hello EP     |